# Cuerpo astral

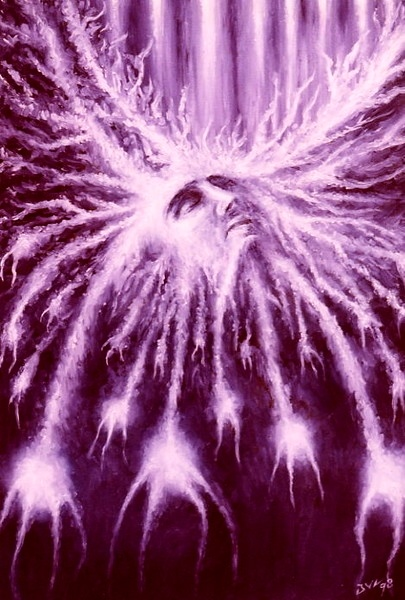
El sueño astral - por Jeroen van Valkenburg

El cuerpo astral es un cuerpo sutil propuesto por muchos filósofos, intermedio entre el alma inteligente y el cuerpo mental, compuesto de un material sutil. En muchas recensiones, el concepto deriva en última instancia de la filosofía de Platón, aunque las mismas ideas o ideas similares han existido en todo el mundo mucho antes de la época de Platón: está relacionado con un plano astral, que consiste en los cielos planetarios de la astrología. El término fue adoptado por los teósofos y neo-rosacruces del siglo XIX.
La idea tiene sus raíces en relatos religiosos comunes en todo el mundo de la vida después de la muerte, en los que el viaje o "ascenso" del alma se describe en términos como "una experiencia extática..., mística o extracorporal, en la que el viajero espiritual deja el cuerpo físico y viaja en su cuerpo sutil (o cuerpo de ensueño o cuerpo astral) a reinos 'superiores'". De ahí que "los numerosos tipos de 'cielos', 'infiernos' y existencias purgatoriales en los que creen los seguidores de innumerables religiones" puedan entenderse también como fenómenos astrales, al igual que los diversos "fenómenos de la sala de espiritismo". Por lo tanto, el fenómeno de la experiencia aparicional está relacionado, como se hace explícito en el Somnium Scipionis de Cicerón.
A veces se dice que el cuerpo astral es visible en el cuerpo físico manifestado como un aura de colores arremolinados; y que ambos estarían unidos a través de un cordón o hilo de luz y/o energía denominado como  cordón de plata.  Hoy en día está ampliamente vinculado con las experiencias extracorporales o la proyección astral. Cuando esto se refiere a un supuesto movimiento alrededor del mundo real, como en el libro de Muldoon y Carrington La proyección del cuerpo astral, se ajusta al uso del término por Madame Blavatsky. En otros lugares, este último se denomina "etérico", mientras que "astral" denota una experiencia de símbolos oníricos, arquetipos, recuerdos, seres espirituales y paisajes visionarios.
La proyección del cuerpo 
astral se suele relacionar igualmente con el fenómeno de bilocación, o con creencias tales como los ikiryō, etiäinen, fetch, doppelgänger o vardøger, o en el transitar en el bardo estando en vida.
La proyección del cuerpo astral, al igual que en el caso de la experiencia cercana a la muerte o los sueños lúcidos pueden presentarse o ser una vivencia agradable o desagradable dependiendo del desarrollo de la conciencia del individuo, y las tendencias mentales (negativas y/o positivas) que posea.
En las tradiciones hinduistas y en algunas corrientes posteriores del esoterismo, tales como la Teosofía, el cuerpo astral correspondería solo a una de las coberturas (capas) inferiores  (Koshas) que "recubren" el atman (el "alma"); siendo en el hinduismo el concepto de cuerpo sutil (conocido como sukshma sharira), un concepto más amplio de las capas que "envuelve" el atman y producen la reencarnación. Así, en el hinduismo se considera que el uso del cuerpo astral en los viajes astrales, solo es una falsa o parcial liberación inferior del alma y no la verdadera liberación espiritual que conlleva la iluminación, conocida como moksha o nirvana.

## Historia

### El mundo clásico
El neoplatonismo es una rama de la filosofía clásica que utiliza las obras de Platón como guía para comprender la religión y el mundo. En el Mito de Er, en particular, Platón hizo un relato de la vida después de la muerte que implicó un viaje a través de siete esferas planetarias y luego, finalmente, la reencarnación. Enseñó que el hombre estaba compuesto de cuerpo mortal, razón inmortal y un "espíritu" intermedio.
Los neoplatónicos estuvieron de acuerdo en cuanto a la inmortalidad del alma racional, pero discreparon en cuanto a si el "alma irracional" del hombre era inmortal y celestial ("estrellada", por lo tanto astral) o si permanecía en la tierra y se disolvía después de la muerte. El difunto neoplatónico Proclo, a quien se le atribuye el primero en hablar de "planos" sutiles, postuló dos cuerpos sutiles o "portadores" (okhema) intermedios entre el alma racional y el cuerpo físico. Éstas eran; 1) el vehículo astral que era el vehículo inmortal del alma y 2) el vehículo espiritual (pneuma), alineado con el aliento vital, que él consideraba mortal.
La palabra "astral" significa "de las estrellas", por lo que el plano astral, que consiste en las esferas celestes, se considera un fenómeno astrológico: "La totalidad de la porción astral de nuestra tierra y de los planetas físicos, junto con el Los planetas puramente astrales de nuestro Sistema, constituyen colectivamente el cuerpo astral del Logos Solar”. Hay "siete tipos de materia astral" mediante los cuales "periódicamente ocurren cambios psíquicos".

### La era moderna
Tales ideas influyeron mucho en el pensamiento religioso medieval y son visibles en la medicina renacentista de Paracelso y Servet. En la era romántica, junto con el descubrimiento del electromagnetismo y el sistema nervioso, surgió un nuevo interés por el mundo espiritual. Franz Anton Mesmer habló de las estrellas, el magnetismo animal y los fluidos magnéticos. En 1801, el ocultista inglés Francis Barrett escribió sobre los "excelentes poderes astrales y magnéticos" de una hierba, pues los herbolarios habían categorizado las hierbas de acuerdo con su supuesta correspondencia con las siete influencias planetarias.
A mediados del siglo XIX, el ocultista francés Eliphas Levi escribió mucho sobre "la luz astral", un factor que consideraba de importancia clave para la magia, junto con el poder de la voluntad y la doctrina de las correspondencias. Consideró la luz astral como el medio de toda luz, energía y movimiento, y la describió en términos que recuerdan tanto a Mesmer como al éter luminífero.
La idea de Levi del astral era tener mucha influencia en el mundo de habla inglesa a través de las enseñanzas de The Golden Dawn, pero también fue retomada por Helena Blavatsky y discutida en la obra clave de Teosofía, La Doctrina Secreta. Levi parece haber sido considerado por los teósofos posteriores como la fuente inmediata a partir de la cual se adoptó el término en su esquema séptuplo de planos y cuerpos, aunque hubo una ligera confusión en cuanto al uso apropiado del término.

### Teosofía

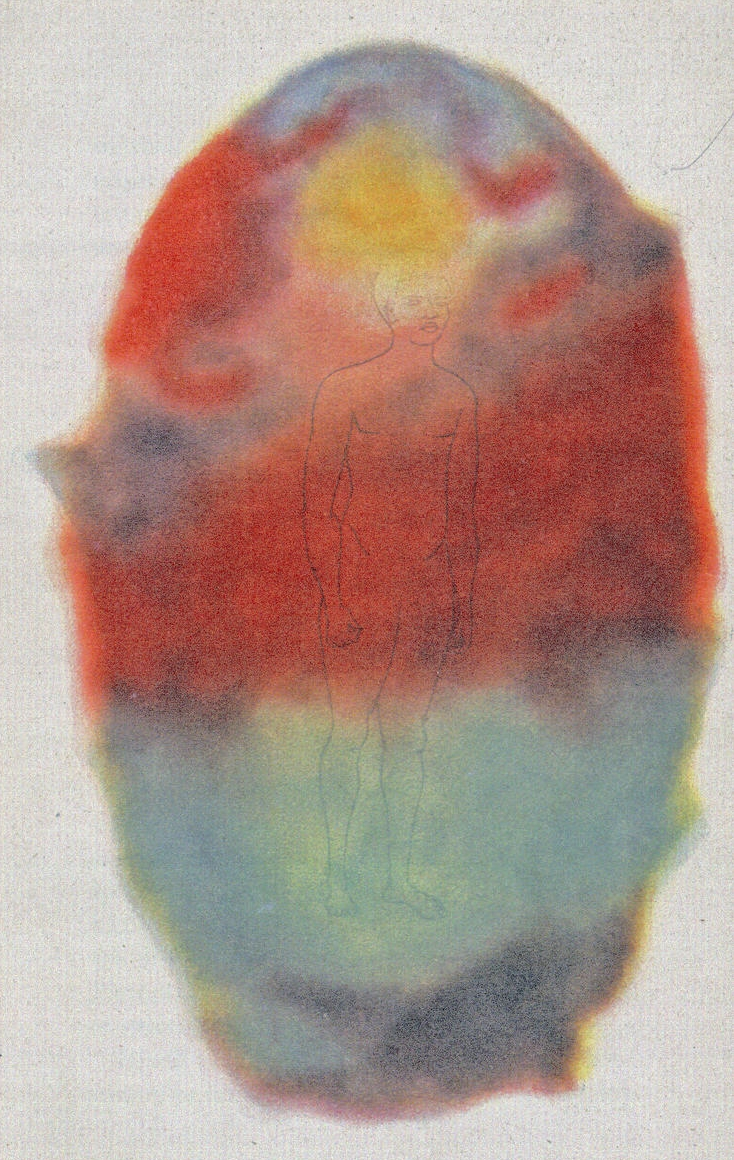
Representación del cuerpo astral de un "salvaje" en el tratado Hombre Visible e Invisible (Londres 1902) del teósofo Charles Webster Leadbeater

Blavatsky utilizó con frecuencia el término "cuerpo astral" en relación con el linga sharira indio, que es uno de los siete principios de la vida humana. Sin embargo, dijo que "hay varios cuerpos astrales". Por ejemplo, habló de uno como constituido por "el manas inferior y la volición, kama". Según el fundador teosófico William Q. Judge "Hay muchos nombres para el cuerpo astral. Aquí hay algunos: Linga Sarira, sánscrito, que significa cuerpo de diseño, y el mejor de todos; doble etéreo; fantasma; espectro; aparición; doppelganger; hombre personal; periespíritu; alma irracional; alma animal; Bhuta; elemental; fantasma; diablo; demonio. estos se aplican sólo al cuerpo astral cuando está desprovisto del cuerpo después de la muerte".
C.W. Leadbeater y Annie Besant (Sociedad Teosófica de Adyar) lo equipararon con el principio Kama (deseo) de Blavatsky y lo llamaron el cuerpo emocional. Cuerpo astral, cuerpo de deseos y cuerpo emocional se convirtieron en sinónimos, y esta identificación se encuentra en el pensamiento posterior inspirado en la Teosófica. El cuerpo astral en la Teosofía posterior es "el vehículo de sentimientos y emociones" a través del cual "es posible... experimentar todas las variedades de deseo". Tenemos una "vida en el cuerpo astral, mientras el cuerpo físico está envuelto en el sueño". Así, el cuerpo astral "proporciona una explicación sencilla del mecanismo de muchos fenómenos revelados por el psicoanálisis moderno". En esta medida, pues, el "cuerpo astral" es una cosificación del yo del mundo de los sueños.

### Post-teósofos

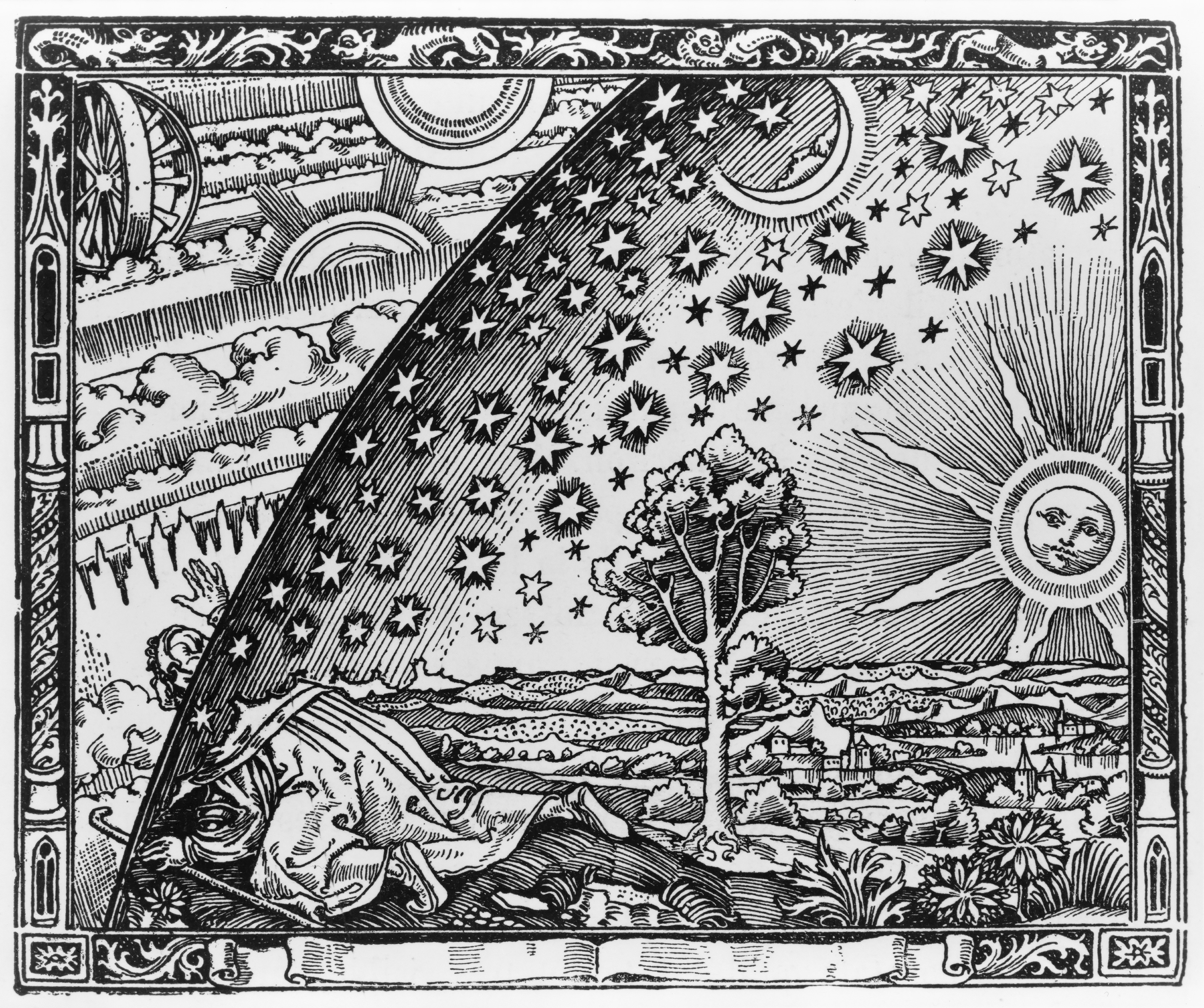
Grabado Flammarion (1888).

Según los escritos rosacruces de Max Heindel, el cuerpo del deseo está hecho de materia de deseos a partir de la cual los seres humanos forman sentimientos y emociones. Se dice que aparece a la vista espiritual como una nube ovoide que se extiende de cuarenta a cincuenta centímetros más allá del cuerpo físico. Tiene una serie de vórtices giratorios (chakras) y desde el vórtice principal, en la región del hígado, hay un flujo constante que irradia y regresa. El cuerpo de deseos exhibe colores que varían en cada persona según su temperamento y estado de ánimo. Sin embargo, el cuerpo astral (o "cuerpo del alma") debe evolucionar mediante el trabajo de transmutación y eventualmente será evolucionado por la humanidad en su conjunto. Según Heindel, el término "cuerpo astral" fue empleado por los alquimistas medievales debido a la capacidad que confería para atravesar las regiones "estrelladas". El "cuerpo astral" es considerado como la "piedra filosofal" o "piedra viva" del alquimista, el "vestido nupcial" del Evangelio de Mateo y el "cuerpo del alma" que Pablo menciona en la primera epístola a los Corintios.
Muchos otros relatos populares de ideas posteosóficas aparecieron a finales del siglo XX. Barbara Brennan en Las manos de la luz distingue entre el cuerpo emocional y el cuerpo astral. Ella los ve como dos capas distintas en el "Campo de Energía Humana" de siete capas. El cuerpo emocional pertenece al universo físico, el cuerpo astral al mundo astral. Mirra Alfassa a veces se refiere al cuerpo astral y experimenta en el plano astral. El maestro indio Osho utilizó ocasionalmente una terminología teosófica modificada.
Según Samael Aun Weor, quien popularizó el pensamiento teosófico en América Latina, el cuerpo astral es la parte del alma humana relacionada con las emociones, representada por la sephirah Hod en el Árbol de la Vida kabbalístico. Sin embargo la persona común solo tiene un kamarupa, cuerpo de deseos o "cuerpo astral lunar", un cuerpo relacionado con las emociones, pasiones y deseos animales, mientras que el verdadero vehículo emocional humano es el cuerpo astral solar, que puede cristalizarse a través del sexo tántrico. El cuerpo astral solar es el primer mediador entre el Cristo Cósmico, Chokmah y el alma humana individual.

### George Ivánovich Gurdjieff
"Lo que se llama el 'cuerpo-Kesdjan', o, como ellos mismos empezaron a nombrar más tarde a este ser-parte de ellos-que, por cierto, los seres contemporáneos sólo conocen de oídas-el 'cuerpo astral'". "Al principio, en el planeta mismo, el 'segundo cuerpo-ser', es decir, el cuerpo-Kesdjan, junto con el 'tercer cuerpo-ser' se separan del 'cuerpo planetario fundamental' y, dejando este cuerpo planetario en el planeta, se elevan ambos juntos a esa esfera donde esas sustancias cósmicas, de cuyas localizaciones surge el cuerpo-Kesdjan de un ser, tienen su lugar de concentración. “Y sólo allí, al final de un cierto tiempo, El Rascooarno sagrado principal y final ocurre a este surgimiento de dos naturalezas, después de lo cual ese 'ser-parte superior' se convierte de hecho en un individuo independiente con su propia Razón individual". Según Gurdjieff es un surgimiento independiente intermedio entre el cuerpo físico y el Alma.
Gurdjieff se refiere al cuerpo astral como el "cuerpo Kesdjan" o "recipiente del alma": es del sol y de todos los planetas, al igual que el cuerpo físico es de la tierra. Si bien no está desarrollado, uno es un "ser humano sólo entre comillas", a quien no se le puede considerar en ningún sentido significativo que tenga alma y que "morirá como un perro".

## Recepción científica
No hay evidencia científica de que exista un cuerpo astral. El psicólogo Donovan Rawcliffe, que asume que la existencia del cuerpo astral es un mito, ha escrito que "los delirios y alucinaciones debidos a la anestesia o la histeria han contribuido sin duda a perpetuar el mito del cuerpo astral". Igualmente otros investigadores si bien no rechazan el fenómeno, si lo asocian como una forma de sueño lúcido, en el cual el onironauta sin embargo no reconoce su estado real como soñador.
David Barreto intentó teorizar en su libro de 2019 La ciencia sobrenatural: teoría y magia una pseudoteoría de que el cuerpo astral está formado por partículas multidimensionales, que incluirían bariones, leptones y neutrinos. Según Barreto "Si el cuerpo astral se condensara como moléculas físicas, estaría asociado a moléculas que constituyen el dióxido de silicio, ya que los dos elementos tienen amplitudes de frecuencia muy similares, aunque en diferentes dimensiones". Sin embargo, no se desarrolló ninguna investigación científica real o aparente para validar tal declaración.